# Ismael Rivera
Ismael Rivera (San Mateo de Cangrejos (Santurce, Puerto Rico), 5 oktober 1931 - aldaar, 13 mei 1987) was een Puerto Ricaans zanger. Hij geldt als een legende op het gebied van de Latijns-Amerikaanse salsa.
Hoewel hij al op 17-jarige leeftijd meespeelde in de band van Rafael Cortijo, trad hij pas echt toe tot diens band in 1954. Samen met het Combo de Cortijo werden 17 platen opgenomen.
Eind jaren vijftig kreeg hij van Benny Moré de bijnaam El Sonero Mayor.
In de jaren zeventig maakte hij deel uit van de befaamde Fania All-Stars.
Hij scoorde zijn grootste 'hit met Las Caras Lindas (De Mi Gente Negra), geschreven door Tite Curet Alonso. El Nazareno is ook een bekend lied van Rivera.
- Biblioteca Nacional de España: XX1090305
- Bibliothèque nationale de France: cb140186595 (data)
- Gemeinsame Normdatei: 135159512
- International Standard Name Identifier: 0000 0000 5518 715X
- Library of Congress Control Number: n92007791
- MusicBrainz: 769e41cb-78ca-4252-b8c2-376169b83051
- Virtual International Authority File: 59282185
- WorldCat: E39PBJrKRCF3kqx7VtKXk3FR8C